# Mary Tucker
Mary Tucker   (Pineville, 20 de juliol de 2001) és una tiradora olímpica estatunidenca, especialitzada en les proves de 10 metres de rifle d'aire i de 50 m metre de rifle estesa. Va guanyar la medalla de plata als Jocs Olímpics de Tòquio 2020, en l'esdeveniment mixt per equips de 10 metres de rifle d'aire. En el Campionat del Món de Tir de 2022, celebrat al Caire va aconseguir la medalla de plata en la prova per equips femenins dels 10 metres de rifle d'aire i la medalla de bronze en la prova individual de 50 metres de rifle estesa.

## Trajectòria professional
| Jocs Olímpics              | Jocs Olímpics | Jocs Olímpics | Jocs Olímpics                 |
| Any                        | Seu           | Posició       | Prova                         |
| -------------------------- | ------------- | ------------- | ----------------------------- |
| 2020                       | Tòquio        | 6a posició    | 10m Rifle d'aire              |
| 2020                       | Tòquio        | 13a posició   | 50m Rifle 3 posicions         |
| 2020                       | Tòquio        | 2             | Equip mixt 10m Rifle d'aire   |
| Campionat del Món          |               |               |                               |
| 2022                       | Caire         | 29a posició   | 10m Rifle d'aire              |
| 2022                       | Caire         | 3             | 50m Rifle estesa              |
| 2022                       | Caire         | 2             | Equip femení 10m Rifle d'aire |
| 2023                       | Bakú          | 13a posició   | 10m Rifle d'aire              |
| 2023                       | Bakú          | 49a posició   | 50m Rifle 3 posicions         |
| Campionat de les Amèriques |               |               |                               |
| 2022                       | Lima          | 2             | 10m Rifle d'aire              |
| 2022                       | Lima          | 1             | 50m Rifle 3 posicions         |
| 2022                       | Lima          | 1             | Equip femení 10m Rifle d'aire |
| Jocs Panamericans          |               |               |                               |
| 2023                       | Santiago      | 3             | 10m Rifle d'aire              |
| 2023                       | Santiago      | 1             | 50m Rifle 3 posicions         |
| 2023                       | Santiago      | 1             | 10m Rifle d'aire Equip mixt   |